# Lavorazione a lume

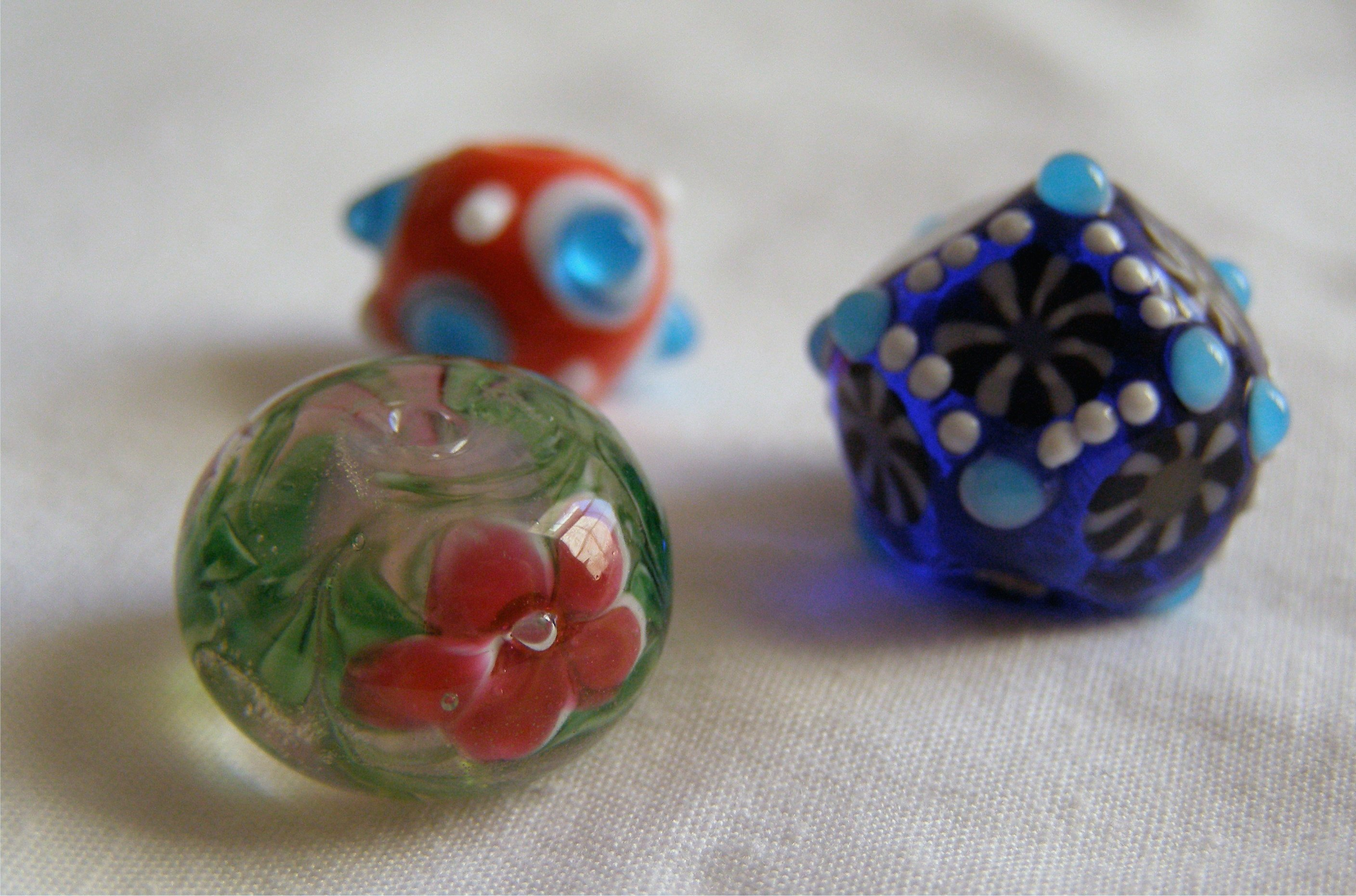
Ciondoli lavorati a lume

La lavorazione a lume è una tecnica nella quale si utilizza la fiamma di un cannello per fondere il vetro e creare oggetti, sculture o perle di vetro.
Il vetro che si utilizza è già formato in bacchette che vengono prodotte in fornace e poi fuse in un secondo momento. Negli anni alcuni strumenti si sono evoluti come ad esempio il cannello. Agli inizi la fiamma era ricavata da un  lume (da qui il nome lavorazione a lume) alimentata a grasso animale o a olio e ravvivata prima da una cannuccia, poi più in là da mantici azionati col piede, per le piccole postazione, mantici più grandi azionate a volte da bambini per postazioni multiple.
Lo sviluppo maggiore dell’arte della lavorazione a lume e delle perle di vetro si è avuto dal 1500 in poi quando, sulla spinta dell’età coloniale e l’apertura di nuovi mercati, la lavorazione di canna massiccia per la produzione di perle ha visto nascere un fiorente mercato. Le perle di vetro veneziane sono state letteralmente esportate ovunque nel mondo. Spesso usate come merce di scambio con le popolazioni autoctone nei diversi continenti e hanno inoltre aiutato a mantenere viva l’industria del vetro a Murano ogni volta che la produzione artistica del vetro in fornace subiva un arresto, mantenendo le fornaci attive per continuare la produzione di canna di vetro da utilizzare per la produzione di perle.

## Vetro di Murano
Ciò che identifica il vetro di Murano e che lo ha reso famoso come vetro artistico è il fatto che sia un vetro morbido, ovvero un vetro che fonde a temperature basse, se comparato ad altri tipi di vetro come il borosilicato, e che si raffredda lentamente, lasciando quindi il tempo al maestro di modellarlo a mano. Un difetto di questo tipo di vetro (morbido) è che è estremamente sensibile agli sbalzi di temperatura, e per questo ha bisogno di maggiori attenzioni durante la lavorazione. Il vetro va fatto raffreddare il più lentamente possibile, specialmente nell’intervallo tra i 450° e i 300°, momento in cui si creano le tensioni che potrebbero portare alla rottura del pezzo. Terminata la lavorazione l’oggetto creato dovrà essere messo all’interno di una muffola, un forno che durante la lavorazione viene mantenuta la temperatura fissa di 500° e poi si porta lentamente la temperatura fino a quella ambientale.

## Borosilicato
I maestri possono usare anche il vetro borosilicato, un vetro molto duro e non sensibile agli sbalzi di temperature e che richiede fiamme più calde rispetto al vetro morbido. Il vetro borosilicato è nato come vetro da laboratorio perché resistente agli agenti chimici, ma recentemente è diventato disponibile anche a colori per usi artistici.